# Оранта 500 (золота монета)
«Ора́нта 500» — золота пам'ятна монета Національного банку України номіналом 500 гривень, присвячена берегині українського народу — образу Божої Матері, відомому під назвою «Оранта» у соборі святої Софії в Києві..
Монету введено в обіг 28 липня 1997 року. Вона належить до серії «Духовні скарби України».

## Опис монети та характеристики
| Номінал грн. | Метал            | Маса, г | Діаметр, мм | Якість виготовлення | Гурт                 | Тираж, штук |
| ------------ | ---------------- | ------- | ----------- | ------------------- | -------------------- | ----------- |
| 500          | золото 999 проби | 31,1    | 32,00       | анциркулейтед       | секторальне рифлення | 1 000       |

### Аверс
На аверсі монети в центрі розміщено зображення кафедрального храму Київської Русі, перлини давньо-руської архітектури XI ст. — Софії Київської, обрамлене з боків намистовим узором. Під ним позначено час побудови собору — «XI ст»., номінал монети — «500 ГРИВЕНЬ» і рік карбування монети — «1996». Угорі по колу монети напис «УКРАЇНА».

### Реверс
На реверсі монети в центрі кола, утвореного рослинним орнаментом, зображено фігуру Богоматері Оранти — головної мозаїки центральної апсиди храму. Фігура Богоматері поділяє навпіл горизонтально розташований напис «ОРАНТА». Внизу над рослинним орнаментом розташовані позначення і проба дорогоцінного металу та його вага у чистоті.

## Автори

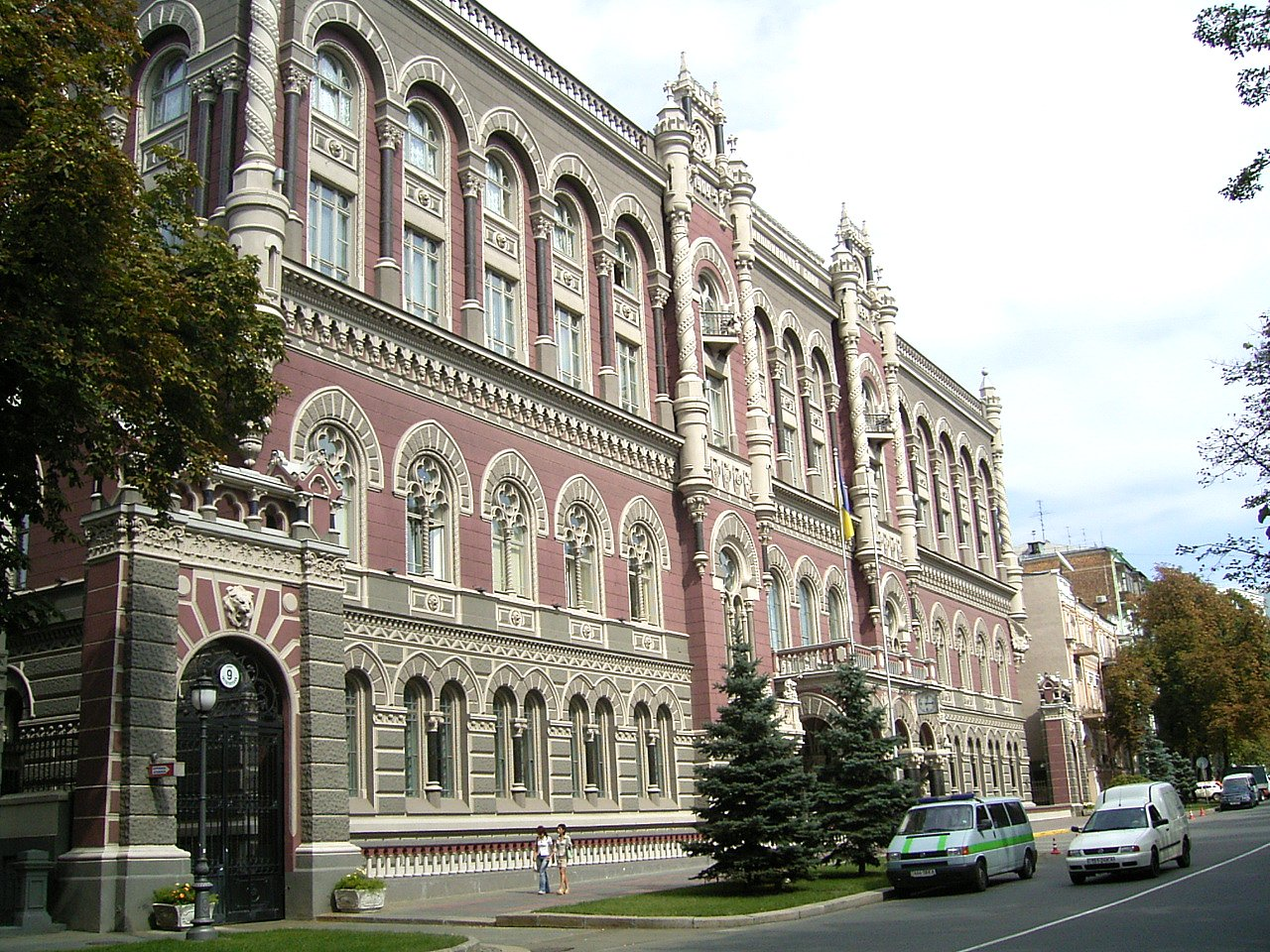
Будівля Національного банку України

- Художник — Олександр Івахненко.
- Скульптор — Кріста Райтер.

## Вартість монети
Фактична приблизна вартість монети, з роками змінювалася так:
| Рік        | 2010    | 2011    | 2012    | 2013    | 2014    | 2015    | 2016    | 2017    | 2018    | 2019    |
| ---------- | ------- | ------- | ------- | ------- | ------- | ------- | ------- | ------- | ------- | ------- |
| Ціна, грн. | 90 000  | 90 000  | 90 000  | 65 000  | 90 000  | 145 000 | 165 000 | 170 000 | 170 000 | 160 000 |
| Рік        | 2020    | 2021    | 2022    | 2023    | 2024    | 2025    |         |         |         |         |
| Ціна, грн. | 145 000 | 160 000 | 160 000 | 250 000 | 215 000 | 250 000 |         |         |         |         |